# Briliant

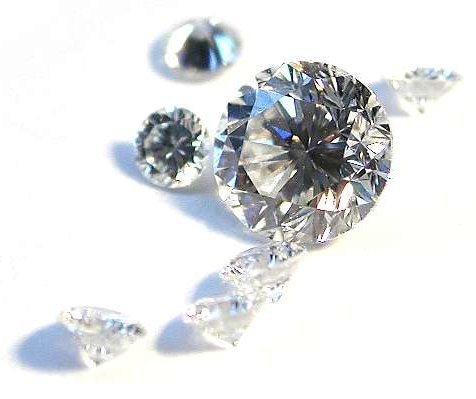
Briliant

Briliant je diamant či jiný drahokam, vybroušený do zvláštní formy s mnoha ploškami tak, aby vynikl jeho lesk.
Brilantový (od francouzštiny Brilliant, „zářící, jasný“) je diamant s puncem výjimečnosti. Tyto dva pojmy „diamant“ a „briliantový“ se často mylně zaměňují: Diamant je nerost, materiál. Jako pravý briliant by měl být označen pouze kulatý diamant (round brilliant) s tímto brusem. Jiné kameny s tímto brusem by měly nanejvýše nést přívlastkové označení, například "zirkon s brilantovým brusem".

## Briliantový brus
Brilantový brus je znám asi od roku 1910, má celkem 56 (57) faset (plošek). Avšak autorem výpočtu moderního briliantového brusu je Marcel Tolkowski, který dokázal (v roce 1917) spočítat ideální sklon úhlů faset tak, aby se světlo procházející diamantem odráželo co nejlepším způsobem v celém barevném spektru a maximální intenzitě. Na dobře vybroušených briliantech je pak obdivován jejich tzv. "černý plamen", optický jev při pohledu přímo do vnitřku vrcholu, kolmo skrz základovou plochu: Uvnitř totiž vrchol zafunguje obráceně, jako kout, tedy jako reflektor.
Ideální brus má:
- 32 horních faset a jednu horní plošku (tou se při broušení začíná),
- spodní část je vybroušena do 24 faset.
- Poslední ploška navíc je tolerovaná: Jde o hrot jehlanu, kde se má ideálně sbíhat hned několik bočních plošek do jediného hrotu, což je ale v praxi takřka nemožný úkol.

## Náhrady briliantů
V obchodech se nejčastěji setkáte s kubickými zirkony (označeni CZ-cubic zirkonia). Jedná se o velmi dobrou napodobeninu pro šperkařské účely: za velmi přijatelnou cenu.
Dále je možné občas vidět tzv. syntetické diamanty – „moissanity“. Jsou jen těžko rozpoznatelné, ovšem jejich cena je podstatně nižší než pravých kamenů.